# Batman: A Death in the Family
Batman: A Death in the Family (em português, Uma morte na Família) é uma história em quadrinhos do Batman publicada em 1988 e 1989, notabilizada por ter seu final decidido pelos fãs em uma votação por telefone promovida pela editora DC Comics, o qual era nada menos do que a morte ou não de Robin (Jason Todd). Publicada nas revistas Batman #426-429, a história foi escrita por Jim Starlin e com arte de Jim Aparo (lápis), Mike DeCarlo (arte-finalista), Adrienne Roy (colorista) e John Costanza (letrista). As capas foram realizadas por Mike Mignola. A história foi publicada também em formato de livro (trade paperback) com o título de Batman: A Death in the Family. No Brasil, a Editora Abril publicou as quatro partes da história na revista DC Especial # 1, novembro de 1989.

## Enredo
Jason Todd, o segundo Robin, encontra-se em um momento de dificuldade em sua relação com Batman e suas lutas contra os criminosos estão cada vez mais descuidadas e suicidas. Batman acha que deixou Jason assumir o lugar de Robin antes que o garoto tivesse superado a morte dos pais e quer que ele pare de agir como seu parceiro. O Homem-Morcego tenta conversar com Jason sobre os pais dele, mas o garoto se recusa a discutir o assunto.
Depois, ao caminhar pela sua antiga vizinhança, Jason encontra a Senhora Walker, uma amiga de sua família desaparecida e que lhe dá fotos e documentos que foram de seus pais. Ao ler sua "Certidão de Nascimento", Jason percebe que o nome de sua mãe está borrado mas a inicial é uma letra "S" e não o "C" de Catherine Todd, a mulher que ele pensava ser sua mãe.
Jason conclui que Catherine era na verdade sua madrasta e resolve investigar a identidade de sua mãe biológica. Na agenda de seu pai ele encontra os nomes de três mulheres iniciados com "S" e usa o Batcomputador para descobrir o paradeiro atual delas. Todas estão fora dos Estados Unidos, vivendo no Oriente Médio e na África. Jason foge de casa e tentar encontrar o paradeiro delas.
Nisso, o Coringa havia escapado do Asilo Arkham, deixando um rastro de morte atrás de si. Batman descobre que o bandido conseguiu um dispositivo nuclear e que vai vendê-lo a terroristas. O Coringa negocia com rebeldes do Líbano, país onde Jason se encontra. Sharmin Rosen, uma agente do Mossad, é procurada por Jason mas ela nega que algum dia estivera em Gotham City.
Jason então vai atrás da segunda possível mãe, por coincidência uma inimiga de Batman chamada Lady Shiva e que está num acampamento de terroristas. Batman ajuda Jason na luta contra os capangas da vilã e o rapaz dá a mulher uma dose do soro da verdade, descobrindo que ela também não é a sua mãe.
Finalmente Jason vai até a Etiópia e se encontra com Sheila Haywood, uma assistente social. Ela prova ser a mãe e o encontro com Jason é emocionante. Mas, desconhecido por Batman e Robin, o Coringa tinha chantageado Sheila pois descobrira que ela praticara medicina ilegal (abortos) em adolescentes de Gotham e uma delas morrera. Com essa informação, o Coringa forçou Sheila a lhe fornecer medicamentos contrabandeados. O vilão pretendia substituir o conteúdo dos remédios pelo seu mortífero gás hilariante e matar milhares de pessoas.
Ao descobrir que Jason é Robin, Sheila o entrega ao Coringa. O vilão desacorda o garoto com um pé-de-cabra e o prende juntamente com Sheila num armazém com uma bomba-relógio. Batman chega tarde e os dois são mortos pela explosão e incêndio que se seguiu 
Os corpos são enviados para serem enterrados em Gotham. Apenas Bruce Wayne e três amigos, o mordomo Alfred Pennyworth, o comissário Jim Gordon e sua filha em cadeira-de-rodas Barbara comparecem a cerimônia.
O Coringa agora está no Irã e se encontra com Ruhollah Khomeini em pessoa, que lhe oferece uma posição no governo do país. O Coringa então vai para o prédio da ONU em Nova Iorque. Batman está do lado de fora do prédio em Nova Iorque quando Superman vem ao seu encontro, enviado pelo Departamento de Estado dos Estados Unidos. Os dois brigam enquanto o Coringa aparece como representante do Irã na Assembleia-Geral da ONU.
Ralph Bundy, um agente da CIA, avisa Batman que qualquer ataque ao Coringa poderá causar um incidente diplomático, pois o vilão agora tem imunidade em solo americano. Bruce Wayne comparece a Assembleia como um observador não-oficial e avista o Coringa vestido com um traje árabe.
No seu discurso, o Coringa declara que ele e os iranianos são tratados como ameaça pelo resto do mundo. Em retaliação ele anuncia que usará seu gás mortal na Assembleia. Um segurança atrapalha o vilão e o Superman aparece e consegue livrar o prédio do gás. Enquanto isso, Batman e o Coringa lutam. O Coringa foge num helicóptero pilotado pelos seus capangas. Batman salta atrás da aeronave e um dos capangas do Coringa tenta atingi-lo usando uma metralhadora. As balas acertam o piloto, que perde o controle e cai com o helicóptero e o Coringa no mar. O Superman salva o Batman, mas não encontra o corpo do Coringa. Batman lamenta que todos seus confrontos com o Coringa terminaram do mesmo jeito: sem uma solução definitiva.

## Significado
A DC Comics sabia da impopularidade de Jason Todd entre os fãs e talvez, inspirada na morte do personagem ocorrida na história alternativa de Frank Miller chamada Batman: The Dark Knight Returns, anunciou uma votação por telefone para que os leitores decidissem se Jason deveria ou não morrer. As chamadas foram feitas após a publicação da revista com a cena em que Jason e sua mãe estão presos no armazém.
Após dez mil votos, uma grande maioria decidiu pela morte de Jason. A DC publicou então A Death in the Family com uma grande cobertura da mídia. Anos depois, O'Neil teria admitido que milhares de votos contra Jason foram dados por um único votante, deixando em dúvida a honestidade do procedimento. Ele disse a uma entrevista para a Newsarama conduzida pelo escritor Judd Winick: "Eu ouvi que um cara tinha programado seu computador para discar o número do polegar para baixo (opção pela morte) a cada noventa segundos, por oito horas, o que teria feito toda a diferença".
Na história, Batman considera deixar seu código de moral de lado e matar o Coringa, coisa que ele não tinha feito antes, mesmo com o vilão causando dezenas de vítimas.
O roteiro faz várias referências à política internacional, aludindo à Guerra Civil Libanesa, o conflito árabe-israelense, a fome na Etiópia, corrupção política e estados terroristas. Quando vai ao Líbano, Wayne usa um passaporte falso da Irlanda do Norte, sob ataques terroristas na época.
O Coringa atribui suas dificuldades financeiras que o levaram ao exterior aos "Reaganomics", numa referência a política econômica de Ronald Reagan (na verdade, as autoridades tinham confiscados seus bens, conseguidos com os crimes).
Alusões ao "Caso Irã-Contras" também são encontradas, inclusive com o Coringa tentando vender um míssil aos extremistas árabes que desejavam bombardear Israel.
A aparição do Ruhollah Khomeini que indica o Coringa como o Embaixador do Irão, depois foi recontada e o país foi mudado para o fictício Qurac.
O ranking da IGN deu a 15º posição a A Death in the Family, numa lista das 25 maiores histórias do Batman.

## Legado de Jason Todd e retorno
A morte de Jason Todd foi um tema crescente na vida posterior do Batman, tornando-se quase tão importante quanto o assassinato dos seus pais. Intensificou a luta contra o Coringa, que se tornou mais pessoal. Na história Batman: Knightfall (em português, A Queda do Morcego), Batman fica exposto a uma toxina do Espantalho e sofre de alucinações sobre a morte de Jason. Contudo, ao invés de ter medo, Batman reage com raiva e espanca brutalmente o Coringa enquanto grita o nome de Jason. Ele sempre visita o túmulo de Jason e reluta em aceitar novos parceiros. Jason está homenageado na Batcaverna: seu traje de Robin está numa cabine de vidro, sobre uma placa que diz "Um bom soldado."
Na trama de "Silêncio" (Hush), o Homem-Morcego é levado a acreditar que Jason estava vivo, mas depois descobre que era um plano da Cara-de-Barro. Contudo, em Under the Hood, é revelado que Jason de fato sobrevivera e trocara de lugar com a vilã. Todd revela a Batman que assassinara o Capuz Vermelho e atacara a organização criminosa do Máscara Negra, além de raptar e torturar o Coringa. Os detalhes desse retorno foram mostrados em Batman Annual #25.